# Luis Fuentes (zapaśnik)
Luis Arturo Fuentes González (ur. 27 września 1946) – gwatemalski zapaśnik walczący w stylu wolnym. Olimpijczyk z Monachium 1972, gdzie zajął dwudzieste miejsce w kategorii do 57 kg.
Na igrzyskach panamerykańskich w 1975 roku zajął piąte miejsce w stylu klasycznym i siódme w stylu wolnym. Brązowy medalista igrzysk Ameryki Środkowej i Karaibów w 1970 roku.

## Letnie Igrzyska Olimpijskie 1972
| Konkurencja      | Rundy eliminacyjne       | Rundy eliminacyjne | Klas. końcowa |
| Konkurencja      | Przeciwnik I             | Przeciwnik II      | Miejsce       |
| ---------------- | ------------------------ | ------------------ | ------------- |
| 57 kg styl wolny | Eduardo Maggiolo (ARG) P | Prem Nath (IND) P  | 20.           |